# Triplophysa
Triplophysa es un gran género de peces, la mayoría de los cuales puede encontrarse en la Meseta Tibetana (China).
Triplophysa es un grupo mixto de especies. Algunos linajes han sido identificados y tratados como subgéneros (Hedinichthys, Qinghaichthys, Labiatophysa, Indotriplophysa y Tarimichthys), pero basados en Kottelat (2012) y el Catálogo de Peces aquí se tratan como géneros. FishBase en cambio los incluye en Triplophysa.

## Ecología
Triplophysa zhaoi tiene el récord de la menor altitud para peces de Asia: se encuentra a 50 m por debajo del nivel del mar en los pantanos del oasis de Lükqün, en Xinjiang. En el otro extremo, Triplophysa stoliczkae tiene el récord de altitud: se encuentra a 5200 m s. n. m. en surgentes cálidas cerca del lago Longmu en el Tíbet. Se ha utilizado a Triplophysa dalaica como especie modelo para estudiar la adaptación a la hipoxia de la altura, y se han identificado 13 genes que están positivamente relacionados con la respuesta a la hipoxia.

## Especies
Hay 133 especies reconocidas en este género:
- Triplophysa alexandrae Prokófiev, 2001
- Triplophysa aliensis (Y. F. Wu & S. Q. Zhu, 1979)
- Triplophysa alticeps
- Triplophysa altipinnis Prokófiev, 2003
- Triplophysa aluensis W. X. Li & Z. G. Zhu, 2000
- Triplophysa angeli (P. W. Fang, 1941)
- Triplophysa anterodorsalis S. Q. Zhu & W. X. Cao, 1989
- Triplophysa aquaecaeruleae Prokófiev, 2001
- Triplophysa arnoldii Prokófiev, 2006
- Triplophysa bashanensis T. Q. Xu & Ka. Fe. Wang, 2009
- Triplophysa bellibarus (T. L. Tchang, T. H. Yueh & H. C. Hwang, 1963)
- Triplophysa bleekeri (Sauvage & Dabry de Thiersant, 1874)
- Triplophysa bombifrons
- Triplophysa brachyptera (Herzenstein, 1888)
- Triplophysa brahui (Zugmayer, 1912)
- Triplophysa brevibarba R. H. Ding, 1993
- Triplophysa brevicauda (Herzenstein, 1888)
- Triplophysa cakaensis W. X. Cao & S. Q. Zhu, 1988
- Triplophysa chondrostoma (Herzenstein, 1888)
- Triplophysa choprai
- Triplophysa coniptera (Turdakov, 1954)
- Triplophysa crassilabris R. H. Ding, 1994
- Triplophysa cuneicephala (T. H. Shaw & T. L. Tchang, 1931)
- Triplophysa dalaica (Kessler, 1876)
- Triplophysa daqiaoensis R. H. Ding, 1993
- Triplophysa daryoae Sheraliev, Kayumova & Peng, 2022
- Triplophysa dongganensis Jian Yang, 2013[7]
- Triplophysa dorsalis (Kessler, 1872)
- Triplophysa dorsonotata (Kessler, 1879)
- Triplophysa drassensis (Tilak, 1990)
- Triplophysa edsinica
- Triplophysa eugeniae
- Triplophysa farwelli (Hora, 1935)
- Triplophysa fengshanensis J. H. Lan, 2013[7]
- Triplophysa ferganaensis Sheraliev & Peng, 2021
- Triplophysa flavicorpus J. X. Yang, X. Y. Chen & J. H. Lan, 2004
- Triplophysa furva S. Q. Zhu, 1992
- Triplophysa fuxianensis J. X. Yang & X. L. Chu, 1990
- Triplophysa gejiuensis (X. L. Chu & Y. R. Chen, 1979)
- Triplophysa gerzeensis W. X. Cao & S. Q. Zhu, 1988
- Triplophysa gracilis (F. Day, 1877)
- Triplophysa grahami (Regan, 1906)
- Triplophysa griffithi (Günther, 1868)
- Triplophysa gundriseri Prokófiev, 2002
- Triplophysa hazaraensis
- Triplophysa hexiensis (T. Q. Zhao & X. T. Wang, 1988)
- Triplophysa heyangensis S. Q. Zhu, 1992
- Triplophysa hialmari Prokófiev, 2001
- Triplophysa hsutschouensis (Rendahl (de), 1933)
- Triplophysa huanglongensis Gao, 1992
- Triplophysa huanjiangensis Jian Yang, T. J. Wu & J. H. Lan, 2011
- Triplophysa huapingensis L. P. Zheng, J. X. Yang & X. Y. Chen, 2012[8]
- Triplophysa hutjertjuensis (Rendahl (de), 1933)
- Triplophysa incipiens
- Triplophysa intermedia (Kessler, 1876)
- Triplophysa jianchuanensis L. P. Zheng, L. N. Du, X. Y. Chen & J. X. Yang, 2010 (Jianchuan stone loach)
- Triplophysa jiarongensis Y. Lin, Chao Li & J. K. Song, 2012[9]
- Triplophysa kafirnigani (Turdakov, 1948)
- Triplophysa kashmirensis
- Triplophysa kaznakowi
- Triplophysa kullmanni Bănărescu & Nalbant, 1975
- Triplophysa kungessana (Kessler, 1879)
- Triplophysa labiata
- Triplophysa lacusnigri (L. S. Berg, 1928)
- Triplophysa lacustris J. X. Yang & X. L. Chu, 1990
- Triplophysa ladacensis
- Triplophysa langpingensis Yang Jian, 2013[7]
- Triplophysa laterimaculata J. L. Li, N. F. Liu & J. X. Yang, 2007
- Triplophysa laticeps Zhou Wei & G. H. Cui, 1997
- Triplophysa leptosoma (Herzenstein, 1888)[10]
- Triplophysa lihuensis Wu Tie-Jun, Jian Yang & J. H. Lan, 2012[11]
- Triplophysa lingyunensis (Liao Ji-Wen, Wang Da-Zhong & Z. F. Luo, 1997)
- Triplophysa lixianensis He Chun-Lin, Song Zhao-Bin & Zhang E, 2008
- Triplophysa longianguis Wu Yun-Fei & Wu Cui-Zhen, 1984
- Triplophysa longibarbata (Y. R. Chen, Yang Jun-Xing, Sket & Aljančič, 1998)
- Triplophysa longipectoralis Zheng Lan-Ping, Du Li-Na, Chen Xiao-Yong & Yang Jun-Xing, 2009
- Triplophysa longliensis Ren Qiu, Yang Jun-Xing & Chen Xiao-Yong, 2012[12]
- Triplophysa macrocephala Jian Yang, T. J. Wu & J. X. Yang, 2012[13]
- Triplophysa macromaculata J. X. Yang, 1990
- Triplophysa macrophthalma S. Q. Zhu & Q. Z. Guo, 1985
- Triplophysa markehenensis (S. Q. Zhu & Y. F. Wu, 1981)
- Triplophysa marmorata (Heckel, 1838)
- Triplophysa microphthalma (Liao Ji-Wen & D. Z. Wang, 1997)
- Triplophysa microphysa (Fang Ping-Wen, 1935)
- Triplophysa microps (Steindachner, 1866)
- Triplophysa minuta (Li, 1966)
- Triplophysa minxianensis
- Triplophysa moquensis Ding Rui-Hua, 1994
- Triplophysa nandanensis Lan Jia-Hu, J. X. Yang & Y. R. Chen, 1995
- Triplophysa nanpanjiangensis (S. Q. Zhu & W. X. Cao, 1988)
- Triplophysa nasobarbatula D. Z. Wang & D. J. Li, 2001
- Triplophysa naziri
- Triplophysa ninglangensis Y. F. Wu & C. Z. Wu, 1988
- Triplophysa nujiangensa X. Y. Chen, G. H. Cui & J. X. Yang, 2004
- Triplophysa obscura X. T. Wang, 1987
- Triplophysa obtusirostra Y. F. Wu & C. Z. Wu, 1988
- Triplophysa orientalis (Herzenstein, 1888)
- Triplophysa papillosolabiata (Kessler, 1879)
- Triplophysa pappenheimi (P. W. Fang, 1935)
- Triplophysa paradoxa (Turdakov, 1955)
- Triplophysa parvus Z. M. Chen, W. X. Li & J. X. Yang, 2009
- Triplophysa pedaschenkoi (L. S. Berg, 1931)
- Triplophysa polyfasciata R. H. Ding, 1996
- Triplophysa pseudoscleroptera (S. Q. Zhu & Y. F. Wu, 1981)
- Triplophysa pseudostenura C. L. He, E. Zhang & Z. B. Song, 2012[14]
- Triplophysa qilianensis W. J. Li, X. C. Chen & Y. P. Hu, 2015[15]
- Triplophysa qiubeiensis W. X. Li & H. F. Yang, 2008
- Triplophysa robusta (Kessler, 1876)
- Triplophysa rosa X. Y. Chen & J. X. Yang, 2005[4]
- Triplophysa rossoperegrinatorum
- Triplophysa rotundiventris
- Triplophysa scapanognatha Prokófiev, 2007
- Triplophysa scleroptera (Herzenstein, 1888)
- Triplophysa sellaefer (Nichols, 1925)
- Triplophysa sewerzowi (A. M. Nikolskii, 1938)
- Triplophysa shaanxiensis J. X. Chen, 1987
- Triplophysa shehensis Menon, 1987
- Triplophysa shilinensis Y. R. Chen & J. X. Yang, 1992
- Triplophysa shiyangensis (T. Q. Zhao & X. T. Wang, 1983)
- Triplophysa siluroides (Herzenstein, 1888)
- Triplophysa stenura (Herzenstein, 1888)
- Triplophysa stewarti (Hora, 1922)
- Triplophysa stoliczkai (Steindachner, 1866)[10]
- Triplophysa strauchii (Kessler, 1874)
- Triplophysa tanggulaensis (S. Q. Zhu, 1982)
- Triplophysa tenuicauda
- Triplophysa tenuis
- Triplophysa trewavasae
- Triplophysa tianeensis X. Y. Chen, G. H. Cui & J. X. Yang, 2004
- Triplophysa tibetana (Regan, 1905)
- Triplophysa turpanensis Y. F. Wu & C. Z. Wu, 1992
- Triplophysa ulacholica (Anikin, 1905)
- Triplophysa uranoscopus (Kessler, 1872)
- Triplophysa venusta S. Q. Zhu & W. X. Cao, 1988
- Triplophysa waisihani L. Cao & E. Zhang, 2008
- Triplophysa wuweiensis (S. C. Li & S. Y. Chang, 1974)
- Triplophysa xiangshuingensis W. X. Li, 2004
- Triplophysa xiangxiensis (G. Y. Yang, F. X. Yuan & Y. M. Liao, 1986)
- Triplophysa xichangensis S. Q. Zhu & W. X. Cao, 1989
- Triplophysa xingshanensis (G. R. Yang & C. X. Xie, 1983)
- Triplophysa xiqiensis R. H. Ding & Q. Lai, 1996
- Triplophysa yajiangensis S. L. Yan, Z. Y. Sun & Y. S. Guo, 2015[10]
- Triplophysa yaopeizhii T. Q. Xu, C. G. Zhang & B. Cai, 1995
- Triplophysa yarkandensis
- Triplophysa yasinensis
- Triplophysa yunnanensis J. X. Yang, 1990
- Triplophysa zamegacephala
- Triplophysa zhaoi Prokófiev, 2006
- Triplophysa zhenfengensis D. Z. Wang & D. J. Li, 2001